# Dôme du Millénaire
Ne doit pas être confondu avec O2 Arena (Londres).
Le dôme du Millénaire, en anglais Millennium Dome, est un dôme situé à Greenwich, sur la ligne du méridien sur une boucle de la Tamise, créé par l'architecte Richard Rogers pour célébrer le nouveau millénaire en 2000, en même temps que la Millennium Wheel, basée en face de Westminster à Londres.
Le dôme, le plus grand du monde, est une structure gigantesque tenue par un réseau de câbles suspendus partant de 12 mâts de 100 m de haut et recouverte d'une toile de 100 000 m2, en fibre de verre enduite de PTFE. Les infrastructures et les aménagements du site ont coûté près de 43 millions de livres sterling.
La station de métro la plus proche est North Greenwich sur la Jubilee line.
Des attractions éducatives étaient proposées et sponsorisées par les plus grandes entreprises du Royaume-Uni : Human Body, par exemple, où l'on pouvait visiter le corps humain, était une section prise en charge par la firme Boots the Chemist.
Le projet était prévu de longue date mais fut revu à la hausse par le New Labour de Tony Blair. L'exposition et la viabilité du projet furent très critiquées. Les objectifs de fréquentation n'ayant pas été atteints, le dôme fut considéré comme un éléphant blanc et un désastre économique,,.
L'architecte Zaha Hadid avait réalisé les aménagements intérieurs, notamment la « Zone de l'esprit ».
Le contenu du dôme, prévu pour une durée d'une année, a été enlevé en 2001. Depuis 2007, le projet a laissé la place à un quartier appelé The O2 et un complexe omnisports pouvant accueillir concerts et spectacles, baptisé O2 Arena.

## Dans la culture
Le dôme apparaît dans la scène d'ouverture du film Le monde ne suffit pas (1999) de la série James Bond et il est inondé dans le film catastrophe La Grande Inondation (2007).

## Galerie

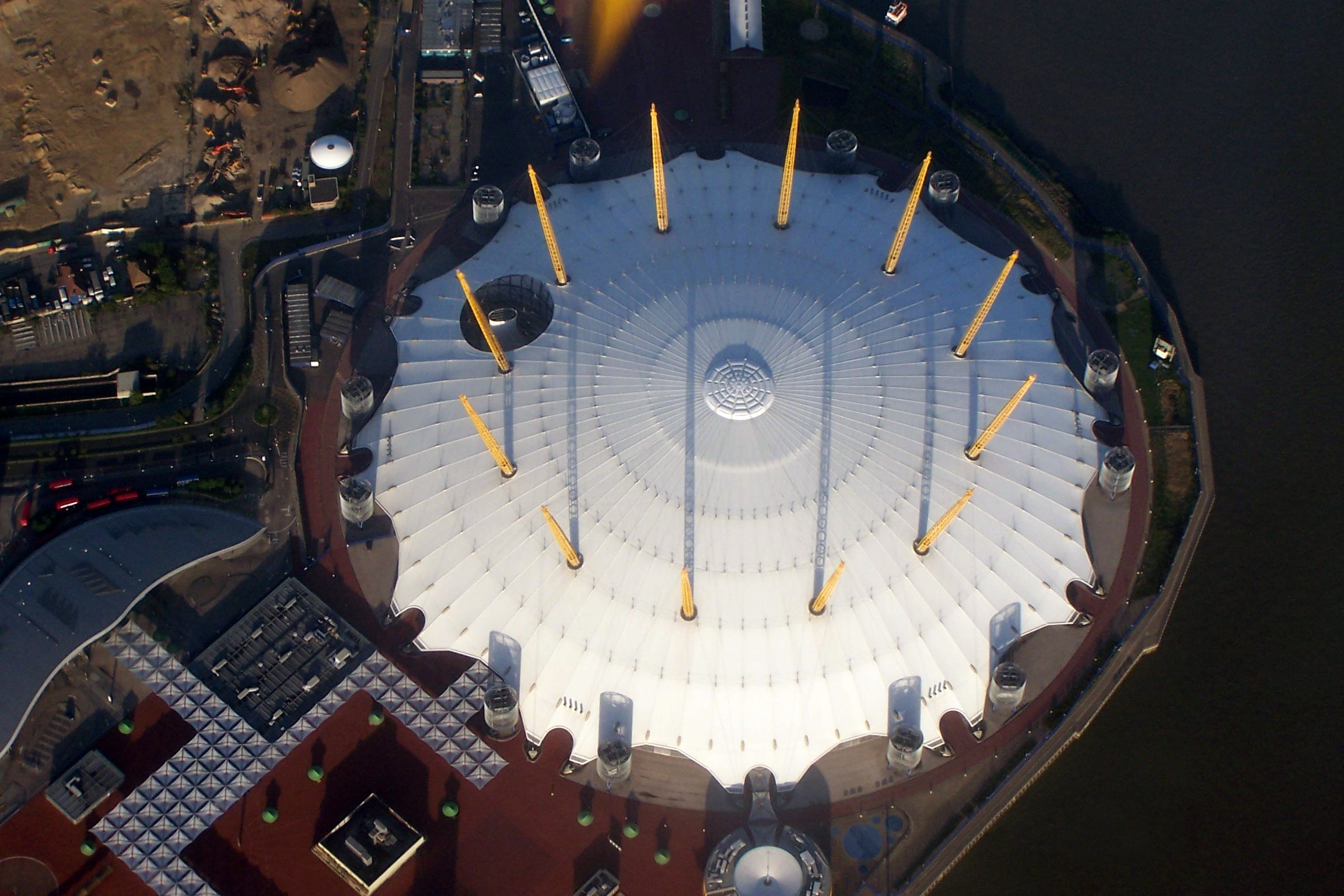
Le dôme du Millénaire vu des airs.
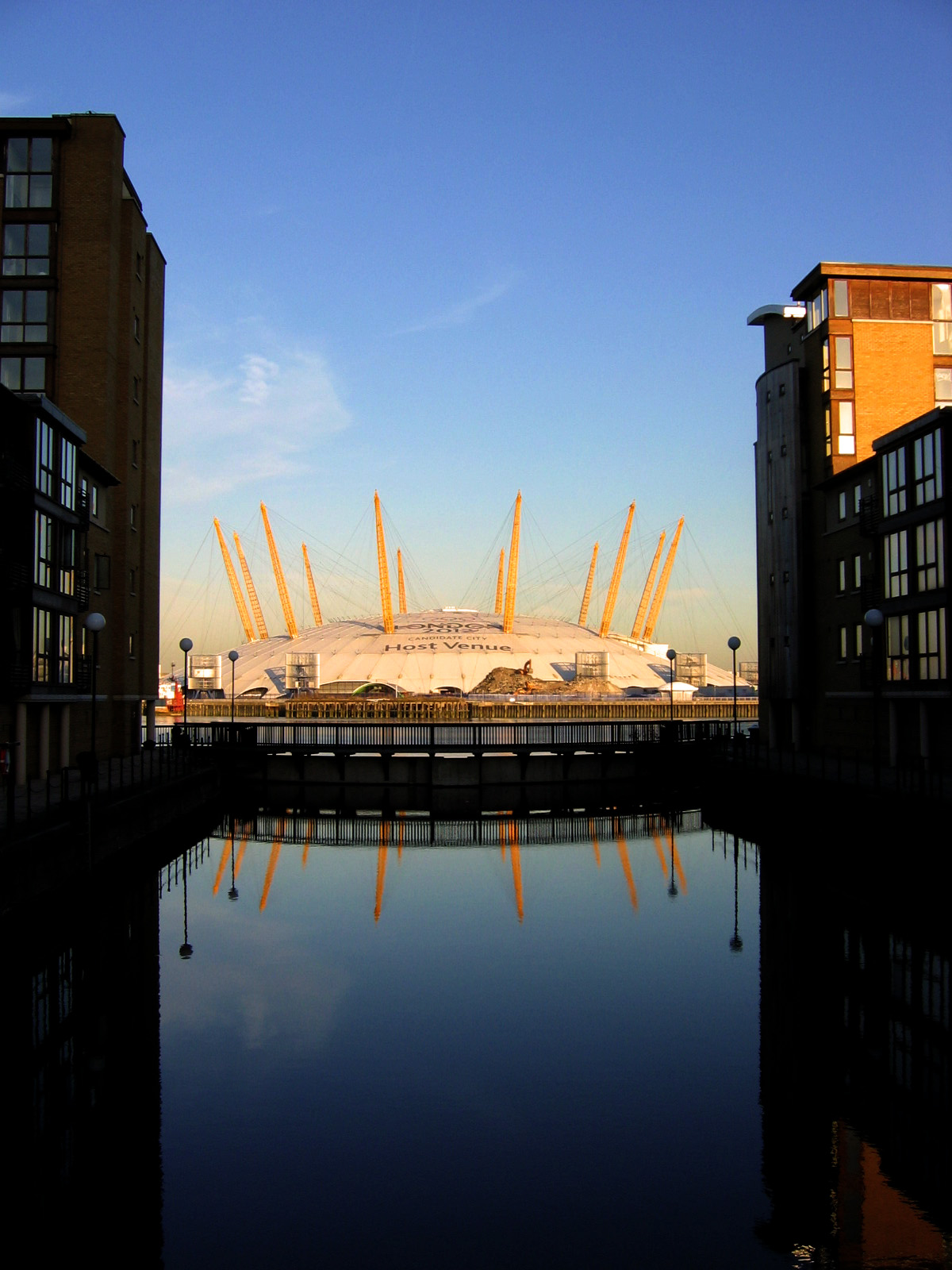
Le dôme, vu de l'île aux Chiens.
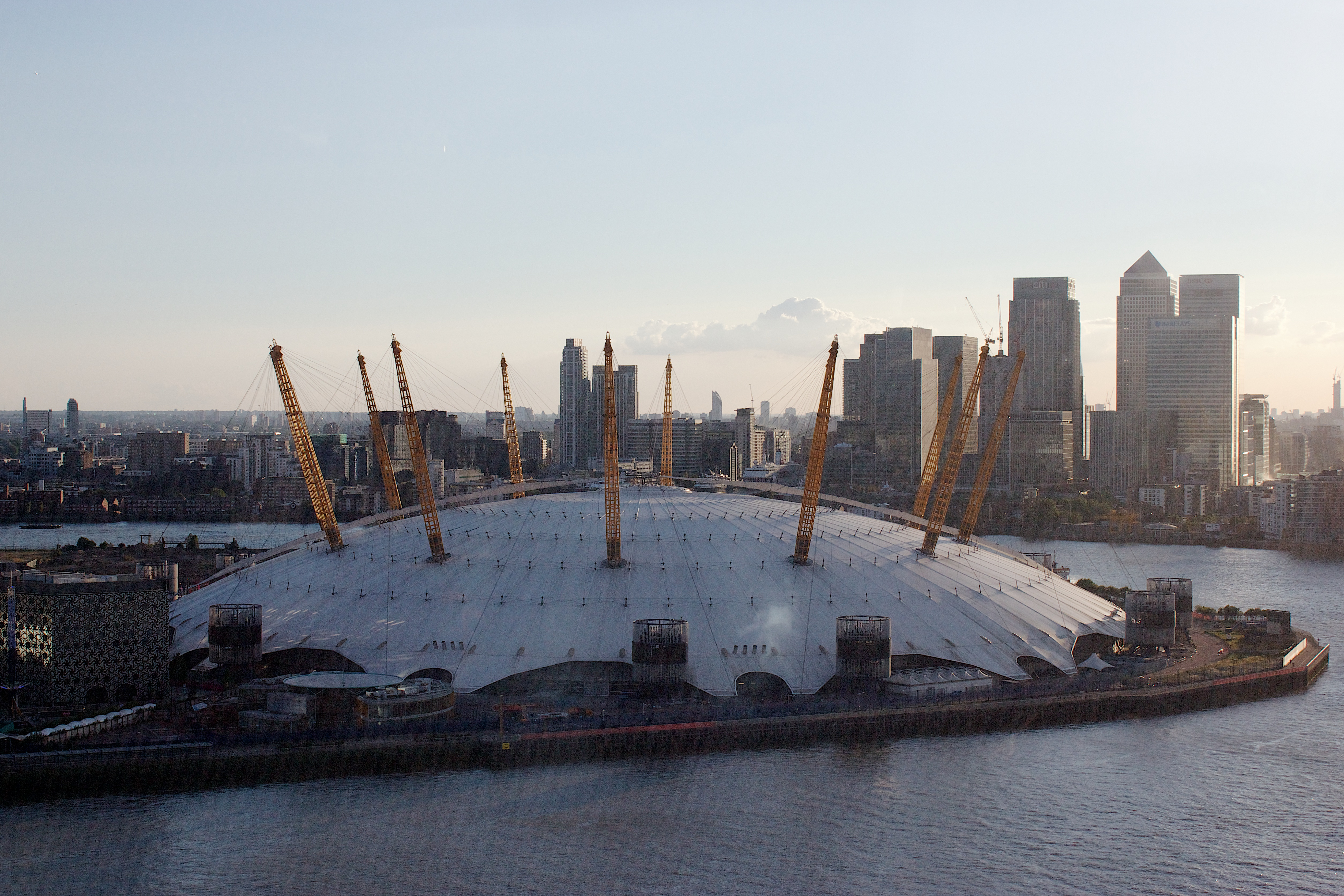
Le dôme, vu depuis le téléphérique de Londres, avec Canary Wharf en arrière-plan.
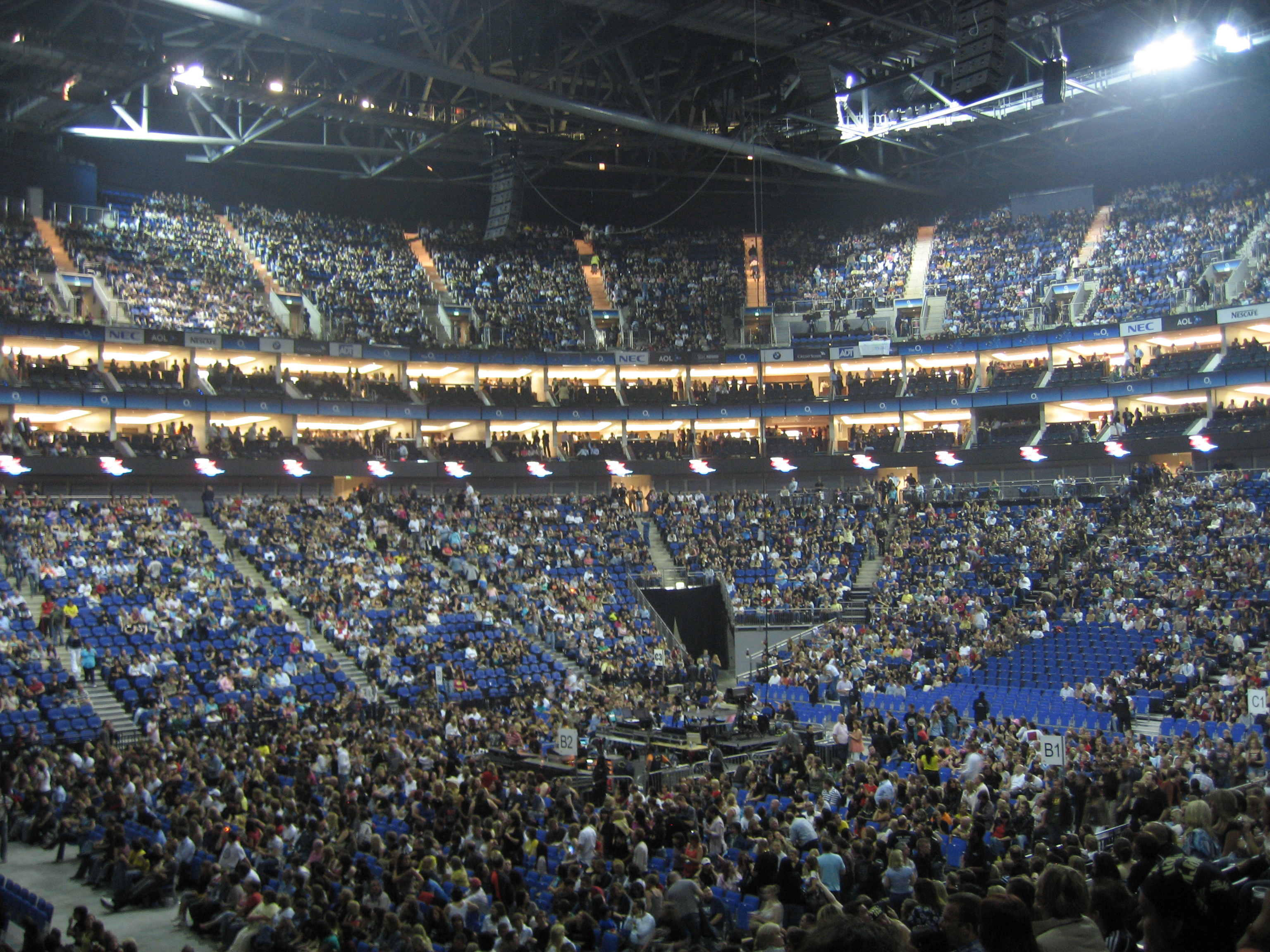
Intérieur de l'O2 Arena.